# Crepidogastrillus
Crepidogastrillus is een geslacht van kevers uit de familie van de loopkevers (Carabidae). De wetenschappelijke naam van het geslacht is voor het eerst geldig gepubliceerd in 1959 door Basilewsky.

## Soorten
Het geslacht Crepidogastrillus is monotypisch en omvat slechts de volgende soort:
- Crepidogastrillus curtulus Basilewsky, 1959